# Franz Haeberlin

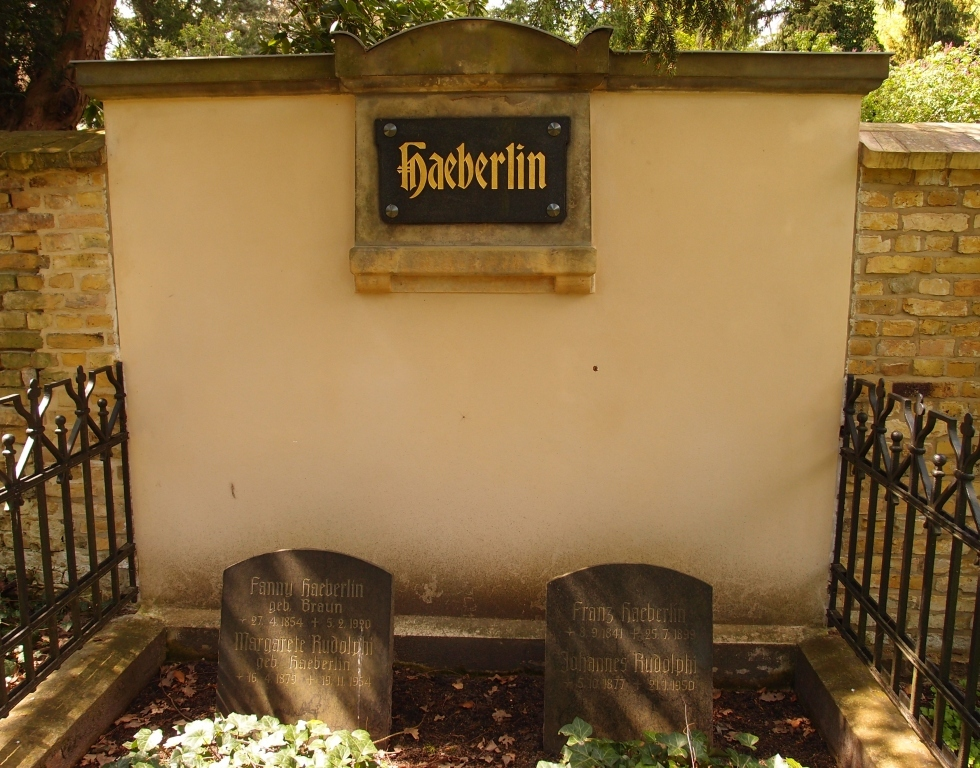
Grab von Franz Haeberlin auf dem Bornstedter Friedhof in Potsdam

Karl Heinrich Franz Haeberlin (* 8. September 1841 in Berlin; † 25. Juli 1899 in Potsdam) war ein deutscher Architekt und preußischer Baubeamter.

## Leben
Franz Haeberlin, der Sohn des Königlichen Hofbaurats Johann Heinrich Haeberlin, besuchte ab 1864 die Berliner Bauakademie. 1867 bestand er die erste Staatsprüfung mit Auszeichnung und nahm mit Entwürfen zu verschiedenen aktuellen Aufgaben an den Monatskonkurrenzen des Architekten-Vereins zu Berlin teil. Seine Zeichnungen aus den Jahren 1869 und 1870, mit Grundriss, Aufrissen und Lageplänen zu einem Inselpavillon und einem öffentlichen Park, werden im Architekturmuseum der Technischen Universität Berlin aufbewahrt. 1871 bestand Haeberlin die Prüfung zum Baumeister, nachdem er im März desselben Jahres im Wettbewerb des Architekten-Vereins zu Berlin für den Entwurf zu einer Musikakademie mit dem Schinkelpreis ausgezeichnet worden war.
Nach der Ausbildung bekam Haeberlin zunächst eine Anstellung in der Militärbauverwaltung und leitete den Bau der von Heinrich Strack entworfenen Berliner Siegessäule auf dem Königsplatz, heute Platz der Republik. 1873 wurde ihm die Bauleitung über die verschiedene Gebäude umfassende Preußische Hauptkadettenanstalt in Groß-Lichterfelde anvertraut, bis er im Oktober 1876 die Berufung in die Schlossbaukommission nach Potsdam erhielt, die Reinhold Persius ab demselben Jahr als Direktor leitete. 1878 wurde er zum Hofbauinspektor und 1885 zum Hofbaurat ernannt.
In der Schlossbaukommission „waren ihm die sämtlichen königlichen Schlösser und Gebäude in Potsdam unterstellt, und es ist keines unter ihnen, in dem von ihm nicht Änderungen und Neuausführungen hergestellt worden sind“. Zu seinen Aufgaben gehörten unter anderem die Leitung des 1877 ausgeführten Baus der von Ludwig Persius entworfenen Grabkapelle in der Kirche St. Peter und Paul auf Nikolskoë und 1879 die Erneuerung der Bogenlaube über den Wassergraben bei den Römischen Bädern im Park Sanssouci in Eisenkonstruktion.
Lange Jahre beschäftigten ihn die über Jahrzehnte dauernden Wiederherstellungs- und Modernisierungsarbeiten im Neuen Palais, das Kronprinz Friedrich Wilhelm, der spätere Kaiser Friedrich III., ab 1859 in den Sommermonaten und dessen Sohn, Kaiser Wilhelm II., jährlich von Ostern bis Weihnachten bewohnten. Zudem erhielt er den Auftrag, die für Familienfeiern genutzte Marmorgalerie für die Vermählung der Prinzessin Marie von Preußen mit Heinrich von Oranien-Nassau zu gestalten. Haeberlin entwarf 1878 den Altaraufbau und wandelte den Saal für diesen Anlass in eine Kapelle um.
Auch außerhalb des Neuen Palais war Haeberlin mit eigenen Entwürfen tätig. 1884/1885 veränderte und erweiterte er das südlich der Communs zum Kastellanhaus umgenutzte ehemalige Wachgebäude aus der Zeit Friedrichs II., das sogenannte Südtorgebäude. Ebenso entstand von 1889 bis 1894 der westlich davon gelegene Neue Marstall, der bis 1918 als Reithalle diente und heute von der Universität Potsdam unter anderem als Auditorium maximum genutzt wird.
Franz Haeberlin starb 1899 plötzlich infolge eines Herzschlages und fand auf dem Bornstedter Friedhof seine letzte Ruhe. In dem Gemeinschaftsgrab wurden später auch seine Ehefrau Fanny geb. Braun (1854–1920) beigesetzt und von seinen drei Kindern die zweitgeborene Tochter, die Kunstmalerin Margarete Rudolphi sowie deren Ehemann, der Landschaftsmaler Johannes Rudolphi.

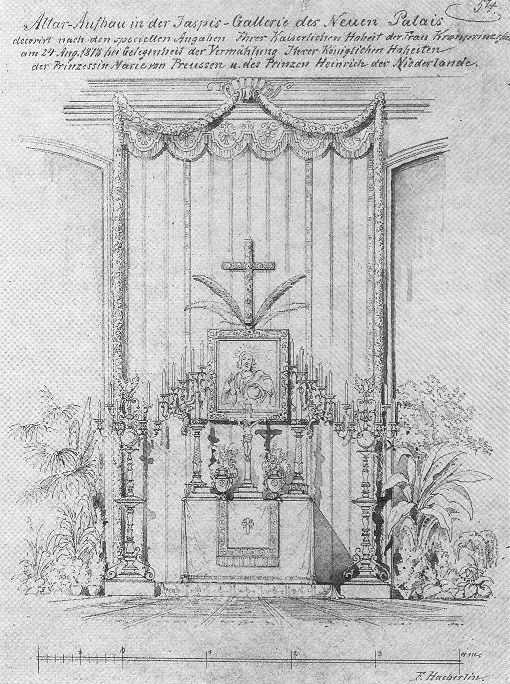
Altaraufbau in der Marmorgalerie des Neuen Palais, 1878
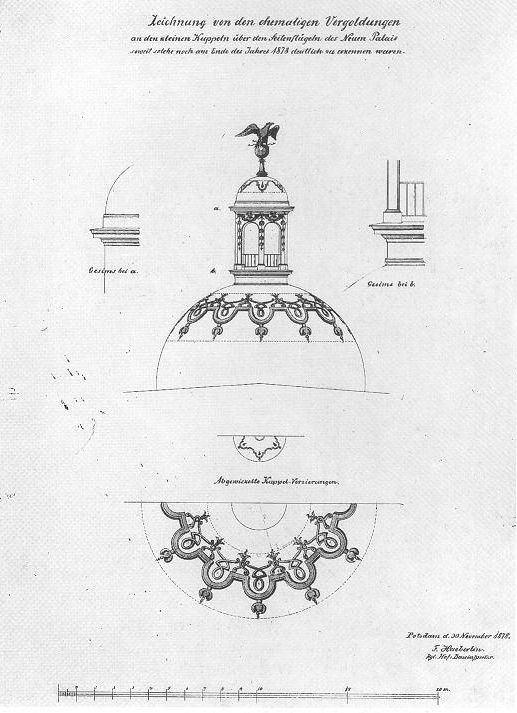
Zeichnung von den ehemaligen Vergoldungen an den kleinen Kuppeln über den Seitenflügeln des Neuen Palais, 1878
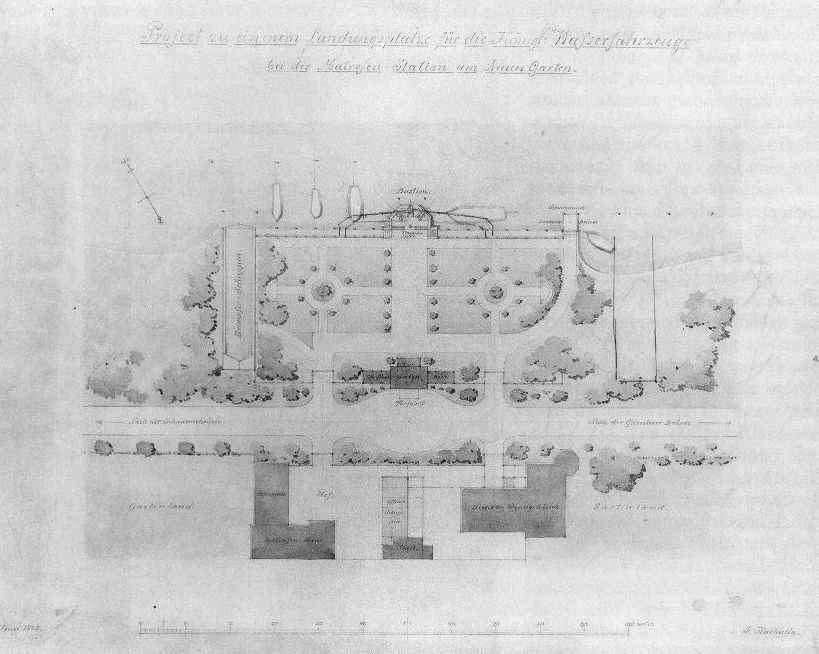
Lageplan einer Matrosenstation am Jungfernsee in Potsdam, Juni 1888 (nicht ausgeführt)
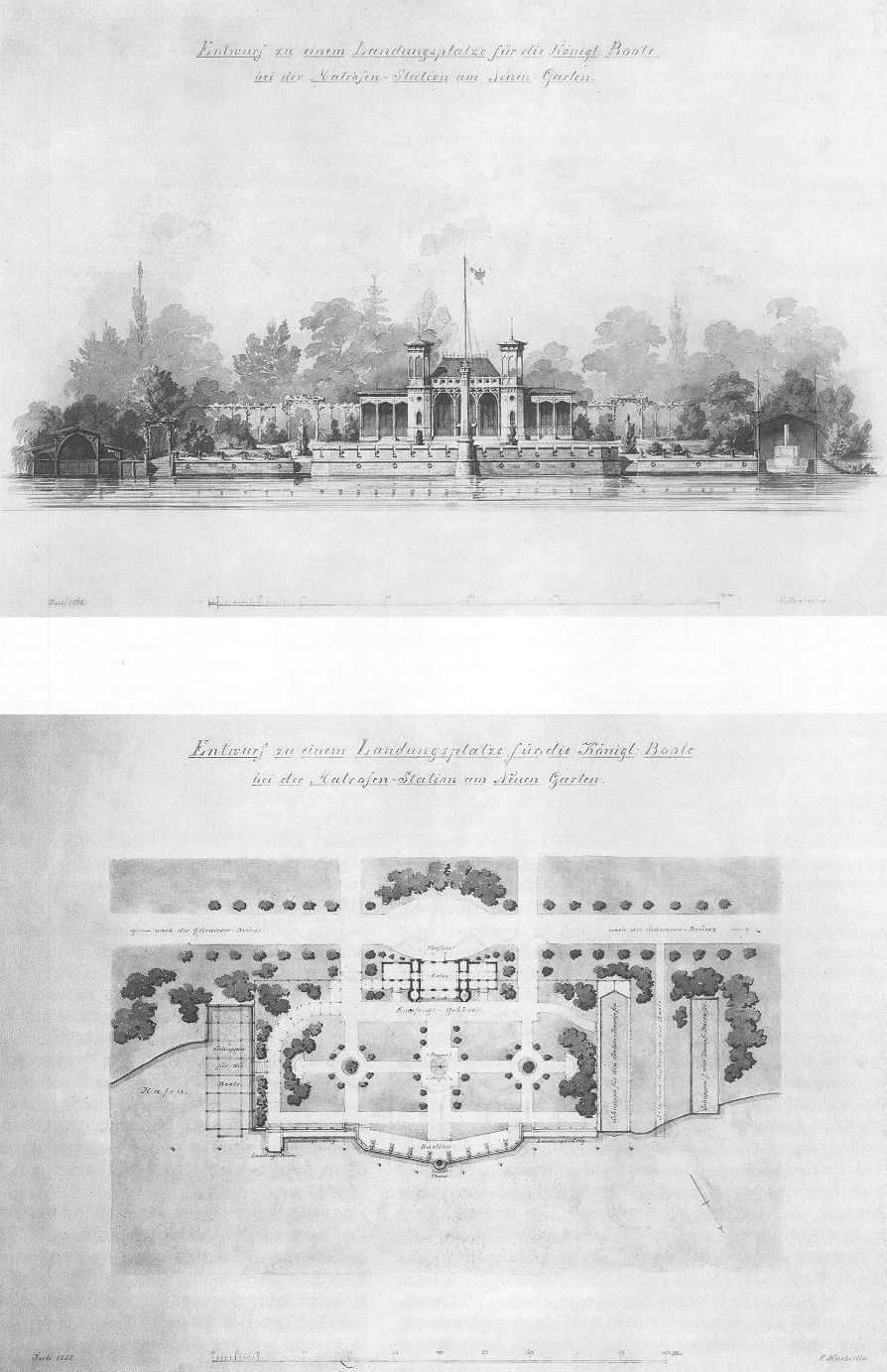
Entwurf und Lageplan für eine Matrosenstation am Jungfernsee in Potsdam, Juli 1888 (nicht ausgeführt)